# Homoneura mellina
Homoneura mellina är en tvåvingeart som först beskrevs av Christian Rudolph Wilhelm Wiedemann 1830.  Homoneura mellina ingår i släktet Homoneura och familjen lövflugor. Inga underarter finns listade i Catalogue of Life.